# Аппер-Калскаг
Аппер-Калскаг (Калскаг) (англ. Upper Kalskag) — город в зоне переписи населения Бетел, штат Аляска, США. Население по данным переписи 2010 года составляет 210 человек.

## География
Аппер-Калскаг расположен на правом берегу реки Кускокуим, в 3 км выше города Лоуэр-Калскаг. Площадь города составляет 10,7 км², из них 9,8 км² — суша и 0,9 км² — открытые водные пространства.
Сообщение города с внешним миром осуществляется только малой авиацией и лодками, а зимой также по «ледовой дороге». Зимник прокладывается каждую зиму от города Аниак до города Бетел.

## История
Город был инкорпорирован 13 февраля 1975 года.

## Население
По данным переписи 2000 года, население города составляло 230 человек. Расовый состав: коренные американцы — 85,65 %; белые — 8,70 %; афроамериканцы — 0,43 % и представители двух и более рас — 5,22 %.
Из 62 домашних хозяйств в 56,5 % — воспитывали детей в возрасте до 18 лет, 37,1 % представляли собой совместно проживающие супружеские пары, в 16,1 % семей женщины проживали без мужей, 29,0 % не имели семьи. 24,2 % от общего числа домохозяйств на момент переписи жили самостоятельно, при этом 6,5 % составили одинокие пожилые люди в возрасте 65 лет и старше. В среднем домашнее хозяйство ведут 3,71 человек, а средний размер семьи — 4,55 человек.
Доля лиц в возрасте младше 18 лет — 43,9 %; лиц в возрасте от 18 до 24 лет — 10,4 %; от 25 до 44 лет — 27,0 %; от 45 до 64 лет — 12,6 % и лиц старше 65 лет — 6,1 %. Средний возраст населения — 22 года. На каждые 100 женщин приходится 103,5 мужчин; на каждые 100 женщин в возрасте старше 18 лет — 111,5 мужчин.
Средний доход на совместное хозяйство — $28 333; средний доход на семью — $32 708. Средний доход на душу населения — $7859. Около 24,5 % семей и 24,2 % населения живут за чертой бедности, включая 28,4 % лиц в возрасте младше 18 лет и 5,3 % лиц старше 65 лет.
Динамика численности населения города по годам:
| 1980 | 1990 | 2000 | 2010 |
| ---- | ---- | ---- | ---- |
| 129  | 172  | 230  | 210  |